# Lijst van sprekers op de Royal Institution Christmas Lectures
Dit is een overzicht van alle sprekers die een lezing hebben gehouden op de Royal Institution Christmas Lectures. 
| Jaar      | Spreker                           | Titel onderwerp                                                  |
| --------- | --------------------------------- | ---------------------------------------------------------------- |
| 1825      | John Millington                   | Natuurfilosofie                                                  |
| 1826      | J. Wallis                         | Astronomie                                                       |
| 1827      | Michael Faraday                   | Scheikunde                                                       |
| 1828      | J. Wood                           | Architectuur                                                     |
| 1829      | Michael Faraday                   | Elektriciteit                                                    |
| 1830      | Thomas Webster                    | Geologie                                                         |
| 1831      | James Rennie                      | Zoölogie                                                         |
| 1832      | Michael Faraday                   | Scheikunde                                                       |
| 1833      | John Lindley                      | Botanie                                                          |
| 1834      | William Thomas Brande             | Scheikunde                                                       |
| 1835      | Michael Faraday                   | Elektriciteit                                                    |
| 1836      | William Thomas Brande             | Scheikunde van gassen                                            |
| 1837      | Michael Faraday                   | Scheikunde                                                       |
| 1838      | J. Wallis                         | Astronomie                                                       |
| 1839      | William Thomas Brande             | Scheikunde van de atmosfeer en de oceaan                         |
| 1840      | John Frederic Daniell             | "The First Principles of Franklinic Electricity"                 |
| 1841      | Michael Faraday                   | "The Rudiments of Chemistry"                                     |
| 1842      | William Thomas Brande             | Scheikunde van non-metale elementen                              |
| 1843      | Michael Faraday                   | "First Principles of Electricity"                                |
| 1844      | William Thomas Brande             | Scheikunde van gassen                                            |
| 1845      | Michael Faraday                   | "The Rudiments of Chemistry"                                     |
| 1846      | J. Wallis                         | "The Rudiments of Astronomy"                                     |
| 1847      | William Thomas Brande             | "The Elements of Organic Chemistry"                              |
| 1848      | Michael Faraday                   | "The Chemical History of a Candle"                               |
| 1849      | Robert Walker                     | "The Properties of Matter and the Laws of Motion"                |
| 1850      | William Thomas Brande             | "The Chemistry of Coal"                                          |
| 1851      | Michael Faraday                   | "Attractive Forces"                                              |
| 1852      | Michael Faraday                   | Scheikunde                                                       |
| 1853      | Michael Faraday                   | "Voltaic Electricity"                                            |
| 1854      | Michael Faraday                   | "The Chemistry of Combustion"                                    |
| 1855      | Michael Faraday                   | "The Distinctive Properties of the Common Metals"                |
| 1856      | Michael Faraday                   | "Attractive Forces"                                              |
| 1857      | Michael Faraday                   | Statische elektriciteit                                          |
| 1858      | Michael Faraday                   | "The Metallic Properties"                                        |
| 1859      | Michael Faraday                   | "The Various Forces of Matter and their Relations to Each Other" |
| 1860      | Michael Faraday                   | "The Chemical History of a Candle"                               |
| 1861      | John Tyndall                      | Light                                                            |
| 1862      | Edward Frankland                  | "Air and Water"                                                  |
| 1863      | John Tyndall                      | "Electricity at Rest and Electricity in Motion"                  |
| 1864      | Edward Frankland                  | "The Chemistry of a Coal"                                        |
| 1865      | John Tyndall                      | Geluid                                                           |
| 1866      | Edward Frankland                  | Scheikunde van gassen                                            |
| 1867      | John Tyndall                      | "Heat and Cold"                                                  |
| 1868      | William Odling                    | "The Chemical Changes of Carbon"                                 |
| 1869      | John Tyndall                      | Licht                                                            |
| 1870      | William Odling                    | "Burning and Unburning"                                          |
| 1871      | John Tyndall                      | "Ice, Water, Vapour and Air"                                     |
| 1872      | William Odling                    | "Air and Gas"                                                    |
| 1873      | John Tyndall                      | "The Motion and Sensation of Sound"                              |
| 1874      | John Hall Gladstone               | "The Voltaic Battery"                                            |
| 1875      | John Tyndall                      | "Experimental Electricity"                                       |
| 1876      | John Hall Gladstone               | "The Chemistry of Fire"                                          |
| 1877      | John Tyndall                      | "Heat, Visible and Invisible"                                    |
| 1878      | James Dewar                       | "A Soap Bubble"                                                  |
| 1879      | John Tyndall                      | "Water and Air"                                                  |
| 1880      | James Dewar                       | Atomen                                                           |
| 1881      | Robert Stawell Ball               | "The Sun, the Moon and the Planets"                              |
| 1882      | John Tyndall                      | "Light and the Eye"                                              |
| 1883      | James Dewar                       | "Alchemy in Relation to Modern Science"                          |
| 1884      | John Tyndall                      | "The Sources of Electricity"                                     |
| 1885      | James Dewar                       | "The Story of a Meteorite"                                       |
| 1886      | James Dewar                       | "The Chemistry of Light and Photography"                         |
| 1887      | Robert Stawell Ball               | Astronomie                                                       |
| 1888      | James Dewar                       | "Clouds and Cloudland"                                           |
| 1889      | Arthur Rücker                     | Elektriciteit                                                    |
| 1890      | James Dewar                       | "Frost and Fire"                                                 |
| 1891      | J.G. McKendrick                   | "Life in Motion; or the Animal Machine"                          |
| 1892      | Robert Stawell Ball               | Astronomie                                                       |
| 1893      | James Dewar                       | "Air: Gaseous and Liquid"                                        |
| 1894      | John Ambrose Fleming              | "The Work of an Electric Current"                                |
| 1895      | J.G. McKendrick                   | "Sound, Hearing and Speech"                                      |
| 1896      | Sylvanus Phillips Thompson        | "Light, Visible and Invisible"                                   |
| 1897      | Oliver Lodge                      | "The Principles of the Electric Telegraph"                       |
| 1898      | Robert Stawell Ball               | Astronom                                                         |
| 1899      | Charles Vernon Boys               | "Fluids in Motion and at Rest"                                   |
| 1900      | Robert Stawell Ball               | "Great Chapters from the Book of Nature"                         |
| 1901      | John Ambrose Fleming              | "Waves and Ripples in Water, Air and Aether"                     |
| 1902      | H.S. Hele-Shaw                    | "Locomotion - on the Earth, through the Water, in the Air"       |
| 1903      | Edwin Ray Lankester               | "Extinct Animals"                                                |
| 1904      | H.H. Cunynghame                   | "Ancient and Modern Methods of Measuring Time"                   |
| 1905      | Herbert Hall Turner               | Astronomie                                                       |
| 1906      | William Duddell                   | "Signalling to a Distance"                                       |
| 1907      | David Gill                        | "Astronomy, Old and New"                                         |
| 1908      | W. Stirling                       | "The Wheel of Life"                                              |
| 1909      | William Duddell                   | "Modern Electricity"                                             |
| 1910      | Sylvanus Phillips Thompson        | "Sound: Musical and Non-Musical"                                 |
| 1911      | Peter Chalmers Mitchell           | "The Childhood of Animals"                                       |
| 1912      | James Dewar                       | "Christmas Lecture Epilogues"                                    |
| 1913      | Herbert Hall Turner               | "A Voyage in Space"                                              |
| 1914      | Charles Vernon Boys               | "Science in the Home"                                            |
| 1915      | Herbert Hall Turner               | "Wireless Messages from the Stars"                               |
| 1916      | A. Keith                          | "The Human Machine Which All Must Work"                          |
| 1917      | John Ambrose Fleming              | "Our Useful Servants - Magnetism and Electricity"                |
| 1918      | D'Arcy Wentworth Thompson         | "The Fish of the Sea"                                            |
| 1919      | William Henry Bragg               | "The World of Sound"                                             |
| 1920      | John Arthur Thomson               | "The Haunts of Life"                                             |
| 1921      | John Ambrose Fleming              | "Electric Waves and Wireless Telephony"                          |
| 1922      | Herbert Hall Turner               | "Six Steps Up the Ladder to the Stars"                           |
| 1923      | William Henry Bragg               | "Concerning the Nature of Things"                                |
| 1924      | F. Balfour Browne                 | "Concerning the Habits of Insects"                               |
| 1925      | William Henry Bragg               | "Old Trades and New Knowledge"                                   |
| 1926      | A.V. Hill                         | "Nerves and Muscles: How We Feel and Move"                       |
| 1927      | Edward Neville da Costa Andrade   | Engines                                                          |
| 1928      | A. Wood                           | "Sound Waves and their Uses"                                     |
| 1929      | Stephen Ranulph Kingdom Glanville | "How Things Were Done in Ancient Egypt"                          |
| 1930      | A.M. Tyndall                      | "The Electric Spark"                                             |
| 1931      | William Lawrence Bragg            | "The Universe of Light"                                          |
| 1932      | Alexander Oliver Rankine          | "The Round of the Waters"                                        |
| 1933      | James Hopwood Jeans               | "Through Space and Time"                                         |
| 1934      | William Lawrence Bragg            | Elektriciteit                                                    |
| 1935      | C.E.K. Mees                       | Fotografie                                                       |
| 1936      | G.I. Taylor                       | Ships                                                            |
| 1937      | Julian Huxley Rare                | "Animals and the Disappearance of Wild Life"                     |
| 1938      | James Kendall                     | "Young Chemists and Great Discoveries"                           |
| 1939-1942 | Geen lezingen                     |                                                                  |
| 1943      | Edward Neville da Costa Andrade   | "Vibrations and Waves"                                           |
| 1944      | Harold Spencer Jones              | "Astronomy in our Daily Life"                                    |
| 1945      | Robert Watson-Watt                | "Wireless"                                                       |
| 1946      | H. Hartridge                      | "Colours and How We See Them"                                    |
| 1947      | Eric K. Rideal                    | "Chemical Reactions: How They Work"                              |
| 1948      | F. Bartlett                       | "The Mind at Work and Play"                                      |
| 1949      | Percy Dunsheath                   | "The Electric Current"                                           |
| 1950      | Edward Neville da Costa Andrade   | "Waves and Vibrations"                                           |
| 1951      | James Gray                        | "How Animals Move"                                               |
| 1952      | F. Sherwood Taylor                | "How Science Has Grown"                                          |
| 1953      | J.A. Ratcliffe                    | "The Uses of Radio Waves"                                        |
| 1954      | Frank Whittle                     | "The Story of Petroleum"                                         |
| 1955      | Harry W. Melville                 | "Big Molecules"                                                  |
| 1956      | H. Baines                         | Fotografie                                                       |
| 1957      | J. Huxley and J. Fisher           | Vogels                                                           |
| 1958      | J.A. Ratcliffe, J.M. Stagg,       | "The International Geophysical Year"                             |
|           | R.L.F. Boyd, Graham Sutton,       |                                                                  |
|           | G.E.R. Deacon & G. de Q. Robin    |                                                                  |
| 1959      | Thomas E. Allibone                | "The Release and Use of Atomic Energy"                           |
| 1960      | V.E. Cosslett                     | "Seeing the Very Small"                                          |
| 1961      | William Lawrence Bragg            | Elektriciteit                                                    |
| 1962      | R.E.D. Bishop                     | Vibratie                                                         |
| 1963      | Ronald King                       | Energie                                                          |
| 1964      | Desmond Morris                    | "Animal Behaviour"                                               |
| 1965      | Bernard Lovell,                   | "Exploration of the Universe"                                    |
|           | Francis Graham Smith,             |                                                                  |
|           | Martin Ryle en Anthony Hewish     |                                                                  |
| 1966      | Eric R. Laithwaite                | "The Engineer in Wonderland"                                     |
| 1967      | Richard L. Gregory                | "The Intelligent Eye"                                            |
| 1968      | P. Morrison                       | "Gulliver's Laws: the Physics of Large and Small"                |
| 1969      | George Porter                     | "Time Machines"                                                  |
| 1970      | J. Napier                         | "Monkeys Without Tails: A Giraffe's Eye-view of Man"             |
| 1971      | Charles Taylor                    | "Sounds of Music: the Science of Tones and Tune"                 |
| 1972      | G.G. Gouriet                      | "Ripples in the Ether: the Science of Radio Communication"       |
| 1973      | David Attenborough                | "The Language of Animals"                                        |
| 1974      | Eric R. Laithwaite                | "The Engineer Through the Looking Glass"                         |
| 1975      | Heinz Wolff                       | "Signals from the Interior"                                      |
| 1976      | George Porter                     | "The Natural History of a Sunbeam"                               |
| 1977      | Carl Sagan                        | "The Planets"                                                    |
| 1978      | E. Christopher Zeeman             | "Mathematics into Pictures"                                      |
| 1979      | E.M. Rogers                       | "Atoms for Engineering Minds: a Circus of Experiments"           |
| 1980      | David Phillips                    | "The Chicken, the Egg and the Molecules"                         |
|           | en Max Perutz (lecture 5)         |                                                                  |
| 1981      | R.V. Jones                        | "From Magna Carta to Microchip"                                  |
| 1982      | Colin Blakemore                   | "Common Sense"                                                   |
| 1983      | Leonard Maunder                   | "Machines in Motion"                                             |
| 1984      | Walter Bodmer                     | "The Message of the Genes"                                       |
| 1985      | David Pye                         | "Communicating"                                                  |
| 1986      | Lewis Wolpert                     | "Frankenstein's Quest: Development of Life"                      |
| 1987      | John Meurig Thomas                | "Crystals and Lasers"                                            |
|           | en David Phillips                 |                                                                  |
| 1988      | Gareth Roberts                    | "The Home of the Future"                                         |
| 1989      | Charles Taylor                    | "Exploring Music"                                                |
| 1990      | Malcolm S Longair                 | "Origins"                                                        |
| 1991      | Richard Dawkins                   | Growing Up in the Universe                                       |
| 1992      | Charles J.M. Stirling             | "Our World Through the Looking Glass"                            |
| 1993      | Frank Close                       | "The Cosmic Onion"                                               |
| 1994      | Susan Greenfield                  | "Journey to the Centre of the Brain"                             |
| 1995      | James Jackson                     | "Planet Earth, An Explorer's guide"                              |
| 1996      | Simon Conway Morris               | "The History in our Bones"                                       |
| 1997      | Ian Stewart                       | "The Magical Maze"                                               |
| 1998      | Nancy Rothwell                    | "Staying Alive"                                                  |
| 1999      | Neil Johnson                      | "Arrow of Time"                                                  |
| 2000      | Kevin Warwick                     | "Rise of the Robots"                                             |
| 2001      | John Sulston                      | "The Secrets of Life"                                            |
| 2002      | Tony Ryan                         | "Smart Stuff"                                                    |
| 2003      | Monica Grady                      | "Voyage in Space and Time"                                       |
| 2004      | Lloyd Peck                        | "To the End of the Earth: surviving Antarctic extremes"          |
| 2005      | John Krebs                        | "The Truth About Food"                                           |
| 2006      | Marcus du Sautoy                  | "The Num8er My5teries"                                           |
| 2007      | Hugh Montgomery                   | "Back from the brink: the science of survival"                   |
| 2008      | Christopher Bishop                | "Hi-tech Trek - The Quest for the Ultimate Computer"             |
| 2009      | Sue Hartley                       | "The 300 million year war"                                       |
| 2010      | Dr. Mark Miodownik                | "Size Matters"                                                   |
| 2011      | Bruce Hood                        | "Meet your Brain"                                                |
| 2012      | Peter Wothers                     | "The Modern Alchemist"                                           |
| 2013      | Allison Woolard                   | "Life Fantastic"                                                 |